# Élections régionales belges de 1990
Le 28 octobre 1990, ont eu lieu les élections communautaires en Communauté germanophone de Belgique, en vue de désigner les membres de leur parlement.

## Parlement de la Communauté germanophone
| Parti | Parti | Voix   | %       | +/−     | Sièges | +/− |
| ----- | ----- | ------ | ------- | ------- | ------ | --- |
|       | CSP   | 13 178 | 33,60 % | −3,41 % | 8      | −2  |
|       | PFF   | 7756   | 19,78 % | +1,01 % | 5      | 0   |
|       | SP    | 6407   | 16,34 % | +3,63 % | 4      | +1  |
|       | PJU   | 5982   | 15,25 % | −5,18 % | 4      | −1  |
|       | Ecolo | 5897   | 15,04 % | +8,59 % | 4      | +3  |